# Эль Хатиб, Ханни
Hanni El Khatib — американский музыкант, автор песен, певец, карьера которого развивается в Лос-Анджелесе. Исполняет музыку в стиле блюз-рок с элементами гаражного рока.

## Биография

### Детство
Ханни Эль Хатиб (англ. Hanni El Khatib) родился в 1981 году в Сан-Франциско. Отец музыканта — эмигрант из Палестины, работает инженером. Мать — эмигрант из Филиппин — творческая личность, она рисует. Родители Эль Хатиба переехали в Сан-Франциско в 70-х годах. Ханни — первый американец в семье. С детства музыкант знаком с подноготной жизни в мегаполисе — влиянием наркотиков на окружающих, драками и «прочим дерьмом», что отразилось на его творчестве. Свою музыку он называет «музыкой ножевого боя», «музыкой для тех, кто когда-либо попал под поезд или был подстрелен». Эль Хатиб работал в сфере рекламы в компании выпускающей одежду для скейтеров — HUF. Сам музыкант — заядлый скейтер, и музыка, повлиявшая на его творческое развитие, была услышана им именно в видео про скейтеров.

### Начало музыкальной карьеры
Ханни Эль Хатиб и не помышлял о карьере музыканта, продолжал работать менеджером и записывал музыку для души. Пока его приятель Марк Бьянчи (известный как Her Space Holiday) не настоял на том, чтобы сделать запись должным образом. Через друзей и знакомых запись попала в руки менеджеру Florence and the Machine, другая же копия диска поразила Джеми Стронга из звукозаписывающей компании Stones Throw Records.

## Музыкальная карьера

### 2010—2011 годы
Итак, в 2010 году Эль Хатиб переезжает в Лос-Анджелес, выпускает два сингла — «Dead Wrong» и «Build. Destroy. Rebuild» на инди-лейбле Stones Throw Records и без какой-либо раскрутки по радио или на телевидении начинает набирать популярность. Он выступает на разогреве у Florence and the Machine, принимает участие в таких фестивалях как South by Southwest (SXSW), Bonnaroo. Во время живых выступлений Эль Хатиб задействует для барабанных партий своего институтского приятеля — Nicky Fleming-Yaryan. Также музыкант записывает саундтреки для реклам Nike и Nissan.

### АльбомWill the Guns Come Out
А 27 сентября 2011 года Ханни Эль Хатиб выпускает свой дебютный альбом — «Will the Guns Come Out», который содержит три кавера и восемь авторских песен. Стиль данного альбома характеризуется направленностью на звучание 50-60-х годов двадцатого столетия и в то же время содержит элементы инди-музыки, гаражного рока, lo-fi, ду-вопа. «Will the Guns Come Out» попал в Топ-10 альбомов Лос-Анджелеса 2011 года, был отмечен на сайте Gibson, как один из альбомов 2011 года, на который стоит обратить внимание. Сам Ханни попал в список «American Dreamers: 25 New Talents» журнала Wmagazine и назывался самым сексуальным музыкантом Лос-Анджелеса. В 2011 году Эль Хаттиб принял участие в полутораста концертах. Выступил сопродюсером дебютного альбома группы «Feeding People», сотрудничал с Aesop Rock и канадским музыкантом King Khan.

### 2012
В данный момент Ханни Эль Хатиб собирается записывать свой второй альбом, который будет спродюсирован Дэном Ауэрбахом из The Black Keys

## Дискография

### Синглы
- Build. Destroy. Rebuild. (2010)
- I Got a Thing (2011)
- Human Fly (2011)
- Dead Wrong (2010)
- Devil’s pie (2015)

### EP
- Savage Refix (2017)

### Альбомы
- Will the Guns Come Out (2011)
- Head in the Dirt (2013)
- Moonlight (2015)
- Savage Times (2017)
- FLIGHT (2020)